# Premio Giovanni Mauro
Il premio Giovanni Mauro è un premio annuale assegnato al miglior arbitro italiano della stagione, istituito da Giovanni Mauro.

## Albo d'oro
| Anno      | Arbitro                                             | Sezione AIA        |
| --------- | --------------------------------------------------- | ------------------ |
| 1935-1936 | Francesco Mattea                                    | Torino             |
| 1936-1937 | Rinaldo Barlassina                                  | Milano             |
| 1937-1938 | Raffaele Scorzoni                                   | Bologna            |
| 1938-1939 | Giuseppe Scarpi                                     | Mira-Dolo          |
| 1939-1940 | Generoso Dattilo                                    | Roma               |
| 1940-1941 | Mario Ciamberlini                                   | Genova             |
| 1941-1942 | Giovanni Galeati                                    | Bologna            |
| 1942-1943 | Giuseppe Zelocchi                                   | Modena             |
| 1943-1944 | Giacomo Bertolio                                    | Torino             |
| 1944-1945 | non assegnato a causa della Seconda guerra mondiale |                    |
| 1945-1946 | Ermanno Silvano                                     | Torino             |
| 1946-1947 | Agostino Gamba                                      | Napoli             |
| 1947-1948 | Giorgio Bernardi                                    | Bologna            |
| 1948-1949 | Ferruccio Bellè                                     | Venezia            |
| 1949-1950 | Giuseppe Carpani                                    | Milano             |
| 1950-1951 | Vincenzo Orlandini                                  | Roma               |
| 1951-1952 | Luigi Gemini                                        | Roma               |
| 1952-1953 | Guido Agnolin                                       | Bassano del Grappa |
| 1953-1954 | Renzo Massai                                        | Pisa               |
| 1954-1955 | Riccardo Pieri                                      | Trieste            |
| 1955-1956 | Francesco Liverani                                  | Torino             |
| 1956-1957 | Tommaso Corallo                                     | Lecce              |
| 1957-1958 | Gennaro Marchese                                    | Napoli             |
| 1958-1959 | Cesare Jonni                                        | Macerata           |
| 1959-1960 | Giulio Campanati                                    | Milano             |
| 1960-1961 | Pietro Bonetto                                      | Torino             |
| 1961-1962 | Giuseppe Adami                                      | Roma               |
| 1962-1963 | Concetto Lo Bello                                   | Siracusa           |
| 1963-1964 | Raoul Righi                                         | Milano             |
| 1964-1965 | Bruno De Marchi                                     | Pordenone          |
| 1965-1966 | Antonio Sbardella                                   | Roma               |
| 1966-1967 | Alessandro D'Agostini                               | Roma               |
| 1967-1968 | Francesco Francescon                                | Padova             |
| 1968-1969 | Fabio Monti                                         | Ancona             |
| 1969-1970 | Aurelio Angonese                                    | Mestre             |
| 1970-1971 | Fulvio Pieroni                                      | Roma               |
| 1971-1972 | Sergio Gonella                                      | Torino             |
| 1972-1973 | Paolo Toselli                                       | Cormons            |
| 1973-1974 | Alberto Michelotti                                  | Parma              |
| 1974-1975 | Riccardo Lattanzi                                   | Roma               |
| 1975-1976 | Gianfranco Menegali                                 | Roma               |
| 1976-1977 | Paolo Casarin                                       | Milano             |
| 1977-1978 | Cesare Gussoni                                      | Tradate            |
| 1978-1979 | Enzo Barbaresco                                     | Cormons            |
| 1979-1980 | Luigi Agnolin                                       | Bassano del Grappa |
| 1980-1981 | Paolo Bergamo                                       | Livorno            |
| 1981-1982 | Pietro D'Elia                                       | Salerno            |
| 1982-1983 | Claudio Pieri                                       | Genova             |
| 1983-1984 | Massimo Ciulli                                      | Roma               |
| 1984-1985 | Maurizio Mattei                                     | Macerata           |
| 1985-1986 | Rosario Lo Bello                                    | Siracusa           |
| 1986-1987 | Carlo Longhi                                        | Roma               |
| 1987-1988 | Tullio Lanese                                       | Messina            |
| 1988-1989 | Pierluigi Pairetto                                  | Torino             |
| 1989-1990 | Fabio Baldas                                        | Trieste            |
| 1990-1991 | Sergio Coppetelli                                   | Tivoli             |
| 1991-1992 | Carlo Sguizzato                                     | Verona             |
| 1992-1993 | Angelo Amendolia                                    | Messina            |
| 1993-1994 | Gianni Beschin                                      | Legnago            |
| 1994-1995 | Piero Ceccarini                                     | Livorno            |
| 1995-1996 | Robert Anthony Boggi                                | Salerno            |
| 1996-1997 | Alfredo Trentalange                                 | Torino             |
| 1997-1998 | Stefano Braschi                                     | Prato              |
| 1998-1999 | Pierluigi Collina                                   | Viareggio          |
| 1999-2000 | Graziano Cesari                                     | Genova             |
| 2000-2001 | Domenico Messina                                    | Bergamo            |
| 2001-2002 | Fiorenzo Treossi                                    | Forlì              |
| 2002-2003 | Massimo De Santis                                   | Roma               |
| 2003-2004 | non assegnato                                       |                    |
| 2004-2005 | non assegnato                                       |                    |
| 2005-2006 | non assegnato                                       |                    |
| 2006-2007 | Nicola Rizzoli (conferito nell'agosto 2012)         | Bologna            |
| 2007-2008 | Emidio Morganti                                     | Ascoli Piceno      |
| 2008-2009 | Gianluca Rocchi                                     | Firenze            |
| 2009-2010 | Paolo Tagliavento                                   | Terni              |
| 2010-2011 | Paolo Valeri                                        | Roma 2             |
| 2011-2012 | Daniele Orsato                                      | Schio              |
| 2012-2013 | Paolo Silvio Mazzoleni                              | Bergamo            |
| 2013-2014 | Luca Banti                                          | Livorno            |
| 2014-2015 | Antonio Damato                                      | Barletta           |
| 2015-2016 | Marco Guida                                         | Torre Annunziata   |
| 2016-2017 | Davide Massa                                        | Imperia            |
| 2017-2018 | Massimiliano Irrati                                 | Pistoia            |
| 2018-2019 | Daniele Doveri                                      | Roma 1             |
| 2019-2020 | Fabio Maresca                                       | Napoli             |
| 2020-2021 | Marco Di Bello                                      | Brindisi           |
| 2021-2022 | Maurizio Mariani                                    | Aprilia            |
| 2022-2023 | Daniele Chiffi                                      | Padova             |
| 2023-2024 | Simone Sozza                                        | Seregno            |